# Mycterus bisulcatus
Mycterus bisulcatus es una especie de coleóptero de la familia Mycteridae.

## Distribución geográfica
Habita en Sudáfrica.